# Observatorij Pariz
Koordinati: 48° 50’ 11,18’’ severno, 2° 20’ 11,42’’ zahodno
Observatorij Pariz (tudi Pariški observatorij, izvirno francosko Observatoire de Paris ali Observatoire de Paris-Meudon; koda IAU 005) je najodličnejši astronomski observatorij v Franciji in eden največjih astronomskih središč na svetu.
Observatorij je upravno javna ustanova s statusom skoraj kot javna univerza. Njegovi cilji vključujejo:
- raziskovanje v astronomiji in astrofiziki
- izobraževanje (dodiplomski, doktorski študij)
- razprševanje znanja v javnost

Observatorij vzdržuje solarni observatorij v Meudonu in radijski astronomski observatorij v Nançayu. Observatorij je bil sedež Mednarodne časovne službe do njene razpustitve leta 1987.

## Zgodovina
Ustanovitev obsevatorija seže do Colbertovih želj razširitve francoske pomorske moči in mednarodne trgovine v 17. stoletju. Ludvik XIV. je podprl gradnjo observatorija, ki se je začela leta 1667. Z gradnjo so končali leta 1671. Arhitekt je bil verjetno Claude Perrault, katerega brat, Charles, je bil Colbertov tajnik in nadzornik javnih del. Optične inštrumente je priskrbel Campani. Zgradbo so razširjali v letih 1730, 1810, 1834, 1850 in 1951. V zadnjo razširitev so vključili tudi posebno Poldnevniško sobo, ki jo je oblikoval Jean Prouvé.
Observatorij je leta 1679 izdal prvi nacionalni almanah Connaissance des temps, ki je pomagal pomorščakom določevati zemljepisno dolžino, in je uporabljal mrke Jupitrovih naravnih satelitov. Leta 1863 je observatorij izdal prve sodobne vremenske karte. V letu 1882 so izdelali 330 mm astrografske leče, inštrument, ki je vzpodbudil nikoli dokončani projekt karte neba Carte du Ciel.
Novembra 1913 so s pomočjo Eifflovega stolpa kot anteno izmenjali stalne brezžične (radijske) signale s Pomorskim observatorijem ZDA da bi določili točno razliko zemljepisnih dolžin obeh observatorijev.

## Predstojniki Observatorija
Le Verrier je bil predstojnik dvakrat.
- Giovanni Domenico Cassini (1671-1712)
- Jacques Cassini (1712-1756)
- César-François Cassini de Thury (1756-1784)
- Jean-Dominique Cassini (1784-1793)
- Joseph Jérôme Lefrançois de Lalande (1795-1800)
- Pierre-François-André Méchain (1800-1804)
- Jean-Baptiste Joseph Delambre (1804-1822)
- Alexis Bouvard (1822-1843)
- François Jean Dominique Arago (1843-1853)
- Urbain-Jean Joseph Le Verrier (1854-1870)
- Charles-Eugène Delaunay (1870-1873)
- Urbain-Jean Joseph Le Verrier (1873-1877)
- Amédée Mouchez (1878-1892)
- François Félix Tisserand (1892-1896)
- Maurice Loewy (1896-1907)
- Édouard Benjamin Baillaud (1908-1926)
- Henri-Alexandre Deslandres (1926-1929)
- Ernest Benjamin Esclangon (1929-1944)
- André-Louis Danjon (1945-1963)
- Jean-François Denisse (1963-1967)
- Jean Delhaye (1967-1971)
- Raymond Michard (1971-1976)
- Jacques Boulon (1976-1981)
- Pierre Charvin (1981-1991)
- Michel Combes (1991-1999)
- Pierre Couturier (1999-2003)
- Daniel Egret (2003-2011)
- Claude Catala (2011- )